# Trastorno de externalización
Se llama trastorno de externalización a un conjunto de trastornos mentales caracterizados por comportamientos de externalización, es decir, conductas maladaptativas dirigidas hacia el entorno de una persona, las cuales provocan deterioro o interferencia en su funcionamiento cotidiano. A diferencia de los individuos con trastornos internalizantes, quienes internalizan (mantienen dentro de sí) sus emociones y cogniciones maladaptativas, en los trastornos de externalización estos sentimientos y pensamientos se manifiestan externamente a través del comportamiento. Estos trastornos suelen denominarse específicamente trastornos disruptivos del comportamiento, como lo son el trastorno por déficit de atención con hiperactividad, el trastorno negativista desafiante y el trastorno de la conducta o problemas de conducta, los cuales se presentan típicamente en la infancia. Sin embargo, los trastornos de externalización también se manifiestan en la edad adulta, por ejemplo, en trastornos relacionados con el alcohol y otras sustancias, así como en el trastorno antisocial de la personalidad. La psicopatología externalizante se asocia con el comportamiento antisocial, que a menudo se confunde con la asocialidad, aunque son conceptos distintos.

## Signos y síntomas
Los trastornos de externalización suelen implicar problemas de regulación emocional e impulsividad, que se expresan mediante comportamientos antisociales y agresivos en oposición a la autoridad, las normas sociales y frecuentemente, vulnerando los derechos de otros. Algunos ejemplos de síntomas incluyen perder el control frecuentemente, agresividad verbal excesiva, agresiones físicas hacia personas o animales, destrucción de propiedad, robo y provocar incendios intencionalmente. Al igual que con todos los trastornos mentales del DSM-5 (Manual diagnóstico y estadístico de los trastornos mentales), para cumplir con los criterios diagnósticos de un trastorno externalizante, una persona debe presentar deterioro funcional en al menos un ámbito, como académico, laboral, relaciones sociales o funcionamiento familiar, a su vez, los síntomas deben ser atípicos para el contexto cultural y ambiental del individuo, se deben descartar condiciones médicas físicas antes de considerar un diagnóstico de trastorno externalizante. Los diagnósticos deben ser realizados por profesionales de la salud mental calificados. En este artículo se enumeran las clasificaciones del DSM-5 para los trastornos de externalización; sin embargo, la CIE-10también puede utilizarse para clasificarlos. Para criterios más específicos y ejemplos de síntomas, se recomienda consultar el DSM-5.

### Clasificación en el DSM-5
No existen criterios específicos para "comportamiento externalizante" o "trastornos de externalización" como categoría única en el DSM-5. Sin embargo, el trastorno por déficit de atención con hiperactividad (TDAH), el trastorno negativista desafiante (TND), el trastorno de la conducta (TC), el trastorno antisocial de la personalidad (TPA), la piromanía, la cleptomanía, el trastorno explosivo intermitente (TEI) y los trastornos por consumo de sustancias se consideran frecuentemente trastornos de externalización. También se ha propuesto que el trastorno de desregulación disruptiva del estado de ánimo sea un trastorno externalizante, pero debido a su reciente inclusión en el DSM-5, aún cuenta con poca investigación que lo valide.

#### Trastorno por déficit de atención con hiperactividad
Entre los síntomas del TDAH por falta de atención los individuos a menudo no prestan atención a los detalles o cometen errores por descuido en las tareas escolares, el trabajo u otras actividades, frecuentemente tienen dificultades para mantener la atención en tareas o actividades recreativas, parecen no escuchar cuando se les habla directamente, con frecuencia no siguen instrucciones y no terminan tareas escolares, quehaceres o responsabilidades laborales, tiene problemas para organizar tareas y actividades, frecuentemente evitan, rechazan o se muestran renuentes a realizar tareas que requieren esfuerzo mental sostenido, suelen perder objetos necesarios para tareas o actividades, se distraen fácilmente por estímulos externos (en adolescentes mayores y adultos, puede incluir pensamientos no relacionados) y suelen ser olvidadizos en las actividades diarias.
Los síntomas de hiperactividad e impulsividad del TDAH incluyen que, a menudo el individuo juega con las manos o los pies o se retuerce en el asiento, frecuentemente se levanta en situaciones donde se espera que permanezca sentado, corre o trepa en situaciones inapropiadas, suele ser incapaz de jugar o participar en actividades de ocio de manera tranquila, tiene dificultades para controlar sus impulsos y a menudo está "en marcha", como si estuviera impulsado por un "motor", habla excesivamente con frecuencia, responde antes de que se complete una pregunta, suele tener dificultades para esperar su turno y frecuentemente interrumpe o se entromete en las actividades de otros.
Para cumplir los criterios de un diagnóstico del trastorno, una persona debe presentar al menos seis síntomas de inatención o hiperactividad/impulsividad, con inicio de varios síntomas antes de los 12 años, manifestarse en al menos dos contextos, mostrar deterioro funcional y no tener síntomas mejor explicados por otro trastorno mental.

#### Trastorno negativista desafiante
Entre los síntomas propios del TND encontramos que, con frecuencia el individuo pierde los estribos, suele ser susceptible o se irrita fácilmente, mayormente está enojado y resentido, discute con figuras de autoridad o en niños y adolescentes, con adultos, frecuentemente desafía o se niega a cumplir con solicitudes o reglas de figuras de autoridad, molesta a otros deliberadamente y suele culpar a otros por sus errores o mal comportamiento. Para recibir un diagnóstico del trastorno, la persona debe presentar al menos cuatro de estos síntomas durante un mínimo de seis meses o más días en el caso de los menores de cinco años, con al menos una persona que no sea un hermano, lo que provoca un deterioro en al menos un entorno. Se deben descartar síntomas concurrentes con otro trastorno para confirmar el diagnóstico.

#### Trastorno de la conducta
Los síntomas del TC que se manifiestan en los individuos incluye el acoso, amenaza o intimidación a otros, frecuentemente inicia peleas físicas, ha usado un arma que puede causar daño físico grave, es físicamente cruel con personas y animales, ha robado mientras se enfrentaba a una víctima, ha forzado a alguien a mantener relaciones sexuales, provoca incendios deliberadamente con intención de causar daño grave, destruye propiedad ajena intencionadamente (sin usar fuego), ha irrumpido en casas, edificios o autos ajenos, miente frecuentemente para obtener bienes, favores o evitar obligaciones, hurta objetos de valor no trivial sin confrontar a la víctima, suele quedarse fuera de casa por la noche a pesar de prohibiciones parentales, desde antes de los 13 años, se ha fugado de casa al menos dos veces durante la noche o una vez por un período prolongado y falta frecuentemente a la escuela, incluso antes de los 13 años. Para un diagnóstico del trastorno, los individuos deben tener tres de estos síntomas durante al menos un año o dos síntomas durante un mínimo de seis meses, estar deteriorados en al menos un entorno y no tener un diagnóstico de trastorno antisocial de la personalidad si tienen 18 años o más.

#### Trastorno antisocial de la personalidad
Los síntomas presentes en un individuo con TPA incluyen la incapacidad para ajustarse a las normas sociales respecto a comportamientos legales, indicada por actos repetidos que son motivo de arresto, engaño, manifestado por mentiras repetidas, uso de alias o estafar a otros por beneficio o placer personal, impulsividad o incapacidad para planificar con antelación, irritabilidad y agresividad indicadas por peleas físicas o asaltos repetidos, desprecio temerario por la seguridad propia o de otros, irresponsabilidad constante, como no mantener un empleo estable o cumplir obligaciones financieras y falta de remordimiento mostrada por indiferencia o racionalización tras haber herido, maltratado o robado a otro. Para cumplir con los criterios diagnósticos del trastorno, la persona debe mostrar un patrón generalizado de desprecio y violación de los derechos de otros desde los 15 años, presentar al menos tres de los síntomas mencionados, tener 18 años, haber tenido un inicio de TC antes de los 15 años y no exhibir comportamiento antisocial exclusivamente durante episodios de esquizofrenia o trastorno bipolar.

#### Piromanía
Los síntomas de la piromanía presentes en individuos incluyen, provocar incendios deliberada e intencionadamente en más de una ocasión, tensión o excitación afectiva antes del acto, fascinación, interés, curiosidad o atracción por el fuego y sus contextos, placer, gratificación o alivio al provocar incendios y al presenciar sus consecuencias. Para un diagnóstico de piromanía, el incendio no debe realizarse por ganancia monetaria, como expresión de ideología sociopolítica, para ocultar actividades criminales, por enojo o venganza, para mejorar las condiciones de vida, en respuesta a delirios o alucinaciones ni por juicio deteriorado. Además, el comportamiento no debe explicarse mejor por un diagnóstico de TC, episodio maníaco o TPA.

#### Cleptomanía
Los síntomas del cleptomanía que se manifiestan en los individuos incluye, el fracaso recurrente para resistir impulsos de robar objetos no necesarios para uso personal o por su valor monetario, aumento de la tensión inmediatamente antes de cometer el robo y sensación de placer, gratificación o alivio al realizar el robo. Para un diagnóstico de cleptomanía, el robo no debe cometerse para expresar enojo o venganza, ni en respuesta a delirios o alucinaciones. Además, el robo no debe explicarse mejor por TC, un episodio maníaco o TPA.

#### Trastorno explosivo intermitente
Dentro de los síntomas del TEI se incluyen los arrebatos conductuales recurrentes que representan una incapacidad para controlar los impulsos agresivos y que se manifiestan por alguno de los siguientes factores; el primero es la agresividad verbal, como rabietas, diatribas, discusiones o peleas verbales, también agresividad física hacia propiedades, animales u otras personas, ocurriendo en promedio dos veces por semana durante tres meses, sin resultar en daño a la propiedad ni lesiones físicas a animales o personas; segundo, tres arrebatos de comportamiento que involucren daño o destrucción de propiedad o agresiones físicas con lesiones a animales o personas en un período de 12 meses. Para un diagnóstico del trastorno, la magnitud de la agresividad debe ser desproporcionada respecto a la provocación o estresores psicosociales, los estallidos no deben ser premeditados ni buscar un objetivo tangible. Además, la persona debe tener al menos seis años (cronológica o en cuanto al desarrollo), presentar deterioro funcional y no tener síntomas mejor explicados por otro trastorno mental, condición médica o sustancia.

#### Trastornos por consumo de sustancias
Según el DSM-5, la característica esencial de un trastornos por consumo de sustancias es un conjunto de síntomas cognitivos, conductuales y fisiológicos que indican que la persona continúa usando la sustancia a pesar de problemas significativos relacionados con ella.

### Comorbilidad
Los trastornos de externalización suelen presentarse de forma comórbida con otros trastornos. La comorbilidad homotípica ocurre cuando coexisten varios trastornos de externalización, mientras que la comorbilidad heterotípica implica la presencia simultánea de trastornos externalizantes e internalizantes. No es raro que niños con problemas externalizantes tempranos desarrollen tanto problemas internalizantes como externalizantes adicionales a lo largo de su vida. La interacción compleja entre síntomas externalizantes e internalizantes a lo largo del desarrollo podría explicar su asociación con otros comportamientos de riesgo, como el comportamiento antisocial y el uso de sustancias, que suelen iniciarse en la adolescencia.

### Estigma
Al igual que muchos trastornos mentales, las personas con trastornos de externalización enfrentan formas significativas de estigma, tanto implícitas como explícitas. Dado que los comportamientos externalizantes son evidentes y difíciles de ocultar, estas personas pueden ser más susceptibles a la estigmatización en comparación con quienes tienen otros trastornos. Los padres de jóvenes con trastornos mentales infantiles, como TDAH y TND, suelen ser estigmatizados cuando las prácticas de crianza se implican fuertemente en la etiología o causa del trastorno. Se han propuesto iniciativas educativas y políticas como mecanismos para reducir la estigmatización de los trastornos mentales.

## Rasgos psicopáticos
Las personas con rasgos psicopáticos, incluidos los rasgos insensibles y no emocionales, constituyen un grupo distintivo tanto fenomenológica como etiológicamente, con problemas externalizantes graves. Estos rasgos se han identificado en niños desde los dos años, son moderadamente estables, tienen un componente hereditario y se asocian con características afectivas, cognitivas, de personalidad y sociales atípicas. Las personas con estos rasgos tienen un mayor riesgo de responder mal al tratamiento, aunque algunos datos sugieren que las intervenciones de entrenamiento en manejo parental en etapas tempranas del desarrollo podrían ser prometedoras.

## Curso del desarrollo
Con frecuencia, el TDAH precede a la aparición del TND y aproximadamente la mitad de los niños con TDAH de tipo combinado también presentan TND. El TND es un factor de riesgo para el TC y a menudo precede a sus síntomas. Los niños con un inicio temprano de síntomas de TC (al menos uno antes de los 10 años) tienen mayor riesgo de desarrollar comportamientos antisociales más graves y persistentes en la edad adulta. Los jóvenes con problemas de conducta de inicio temprano están particularmente en riesgo de desarrollar TPA (el inicio de TC antes de los 15 años es parte de los criterios diagnósticos del TPA), mientras que el TC suele limitarse a la adolescencia cuando los síntomas comienzan en esa etapa.

## Tratamiento
A pesar de iniciativas recientes para estudiar la psicopatología en dimensiones de comportamiento e índices neurobiológicos, lo que ayudaría a precisar el desarrollo y tratamiento de los trastornos de externalización, la mayoría de las investigaciones se han centrado en trastornos específicos. Por ello, las mejores prácticas para muchos trastornos de externalización son específicas para cada uno de ellos. Por ejemplo, los trastornos por consumo de sustancias son muy heterogéneos y su tratamiento con mayor evidencia incluye terapia cognitivo-conductual, entrevista motivacional y componentes específicos como desintoxicación o medicación psicotrópica. El tratamiento con mayor evidencia para problemas de conducta infantiles y externalizantes en general, incluidos TDAH, TND y TC, es el entrenamiento en manejo parental y una forma de terapia cognitivo-conductual. Además, las personas con TDAH, tanto jóvenes como adultos, suelen tratarse con medicamentos estimulantes (u otros psicotrópicos) si la psicoterapia sola no controla los síntomas y el deterioro. Las intervenciones psicoterapéuticas y farmacológicas para formas graves de comportamiento antisocial en adultos, como el TPA, han sido mayormente ineficaces. La comorbilidad psicopatológica de una persona también puede influir en el curso de su tratamiento.

## Historia
La clasificación de varios trastornos de externalización cambió del DSM-IV al DSM-5. Anteriormente, el TDAH, el TND y el TC se clasificaban en la sección de Trastornos por Déficit de Atención y Comportamiento Disruptivo del DSM-IV. Mientras que la piromanía, la cleptomanía y el TEI estaban en la sección de Trastornos del Control de Impulsos No Especificados del DSM-IV. En el DSM-5, el TDAH se clasifica ahora en la sección de Trastornos del Neurodesarrollo, mientras que el TND, el TC, la piromanía, la cleptomanía y el TEI se agrupan en el nuevo capítulo de Trastornos Disruptivos, del Control de Impulsos y de la Conducta. En general, la transición del DSM-IV-TR (la cuarta edición revisada del manual) al DSM-5 trajo muchos cambios, lo que generó cierta controversia.